# Стрельчиха (платформа)
Стрельчиха — остановочный пункт на линии Москва - Сонково в Тверской области. Относится к Московскому отделению Октябрьской железной дороги. На станции останавливаются местные поезда на Савёлово, Углич и Сонково.
Платформа расположена в одноимённой деревне Кимрского района Тверской области.
Ранее платформа была станцией и имела путевое развитие. По состоянию на 2006 г. путевое развитие отсутствует, из станционных построек сохранился только путевой сарай.
Состоит из одной низкой боковой платформы, используемой для движения в обоих направлениях. Относится к 12 тарифной зоне, не оборудована турникетами.